# Zwischentragezeit
Als Zwischentragezeit (Syn. Zwischenträchtigkeitszeit, Güstzeit, Serviceperiode) bezeichnet man in der Tierzucht den Zeitraum von der Geburt bis zur nächsten erfolgreichen Belegung (Empfängnis). 
Die Zwischentragezeit ist eine wichtige ökonomische Kenngröße, vor allem in der Rinderproduktion. Hier wird eine Zwischentragezeit von 85 Tagen angestrebt, um eine Zwischenkalbezeit von 360 Tagen zu erzielen. Die Rastzeit muss demzufolge zwischen 50 und 70 Tagen liegen. Im Herdenmanagement werden zur Berechnung der Zwischentragezeit nur die trächtigen Tiere erfasst, die Zwischentragezeit wird also auf jene Tiere bereinigt, die auch konzipieren, wobei eine Erfolgsquote für die künstliche Besamung von 85 % angestrebt wird.